# Демократическая прогрессивная партия (Малави)
Демократическая прогрессивная партия (англ. Democratic Progressive Party) — центристская универсальная политическая партия Малави. Президент Бингу ва Мутарика основал партию в феврале 2005 года после конфликта внутри Объединённого демократического фронта с его лидером и предшественником на президентском посту Бакили Мулузи.

## История
Демократическая прогрессивная партия отделилась от Объединенного демократического фронта (ОДФ). ОДФ была сформирована Бингу ва Мутарикой и Бакили Мулузи в 1993 году и пришла к власти в 1994 году при Мулузи. После того, как два президентских срока Мулузи были закончены, Мутарика сменил его на посту главы партии и государства. Однако, Мулузи продолжал руководить партией, поэтому в феврале 2005 года Мутарика создал свою Демократическую прогрессивную партию. Многие члены ОДФ перешли в новую партию. Новая партия Мутарика одержала убедительную победу на выборах 2009 года, а Мутарика был переизбран президентом на второй срок.

## Участие в выборах

### Президентские выборы
| Год выборов | Кандидат          | Голосов   | %       | Результат |
| ----------- | ----------------- | --------- | ------- | --------- |
| 2009        | Бингу ва Мутарика | 2 963 820 | 66,17%  | Избран    |
| 2014        | Питер Мутарика    | 1 904 399 | 36,4%   | Избран    |
| 2019        | Питер Мутарика    | 1 940 709 | (38,57% | Избран    |

### Парламентские выборы
| Год выборов | Лидер партии      | Голосов   | %      | Мест       | +/–   |
| ----------- | ----------------- | --------- | ------ | ---------- | ----- |
| 2009        | Бингу ва Мутарика | 1 739 202 | 39,99% | 114 из 193 | ▲ 114 |
| 2014        | Питер Мутарика    | 1 133 402 | 21,98% | 51 из 193  | ▼ 63  |
| 2019        | Питер Мутарика    |           |        | 62 из 193  | ▲ 11  |